# Joppe (Gelderland)
Joppe is een kerkdorp in de gemeente Lochem in de Nederlandse provincie Gelderland. Het telt 430 inwoners (1 januari 2023), er staat een Rooms-Katholieke kerk en dito basisschool. Joppe ligt aan de spoorlijn Zutphen - Deventer.

## Gebouwen en voorzieningen
- De Rooms-Katholieke kerk Onze Lieve Vrouw Tenhemelopneming is gebouwd in 1867 op verzoek van Frans Ernest Alexander van Hövell tot Westerflier, de toenmalige eigenaar van Kasteel 't Joppe, en is gewijd aan Onze Lieve Vrouw Tenhemelopneming. De parochie is destijds afgesplitst van die van Gorssel. Bij de kerk bevindt zich een begraafplaats met een grafkelder voor de familie Van Hövell tot Westerflier. De neogotische kerk is ontworpen door de Zutphense architect H.J. Wennekers. De pastorie van deze kerk, uit hetzelfde jaar, is geklasseerd als gemeentelijk monument.
- Het landgoed 't Joppe omvat een landhuis uit 1740 en een afwisselend bos- en landbouwgebied van 100 hectare. Ten noordoosten hiervan ligt het dal van de Dommerbeek.
- De Joppeschool is een katholieke basisschool en is opgericht in 1966 als de St.-Bernardusschool.[2] De school maakt deel uit van de scholenstichting Varietas (voorheen Quo Vadis).
- De enige uitspanning in het dorp is een restaurant. Deze werd op 6 november 2018 door brand getroffen en werd voor onbepaalde tijd gesloten.[3] De herbouw van het restaurant, dat voor een groot deel verwoest was, nam 14 maanden in beslag, waarna op 11 januari 2020 de heropening plaats vond.[4]

## Omgeving
In de buurt liggen de plaatsen Epse, Gorssel en Harfsen. Voorts bevinden zich in de nabijheid het natuurgebied de Gorsselse Heide, enkele campings en een op een zessprong gelegen café/midgetgolfbaan/speeltuin (De Zessprong, kort de Zevensprong en toen weer weer de Zessprong). Het beheer van de Gorsselse Heide wordt ondersteund door de Stichting Vrienden van de Gorsselse Heide.

## Voormalig treinstation
Rond 1865 kreeg Joppe een eigen treinstation omdat de eigenaar van "Huize 't Joppe" alleen een spoorlijn over zijn land wilde gedogen indien deze vlak langs zijn landhuis in Joppe zou lopen. Dit verklaart de vreemde knik in het spoortracé tussen Zutphen en Deventer nabij Joppe. Station Joppe werd niet veel later hernoemd naar de veel grotere plaats Gorssel en werd in 1938 gesloten.
Tot 1996 bevond zich in de buurt de Pony- en Motortram 't Joppe.

## Bekende (oud)inwoners
- Willem Rudolfs (1886-1959), biochemicus in entomologie, civiele techniek (afvalwaterzuivering)
- Debbie Sledge, Amerikaans zangeres
- Marthijn Pothoven, voetballer, ondernemer